# Jan Hendrik Oort
Jan Hendrik Oort (28 d'abril de 1900, Franeker, Països Baixos- 5 de novembre de 1992, Leiden) va ser un astrònom neerlandès internacionalment famós. Va ser qui va estimular la radioastronomia. La nebulosa d'Oort té aquest nom en el seu honor.
Nascut a Frísia, va estudiar a Groninga amb Jacobus Cornelius Kapteyn. La seva tesi de va ser titulada Les estrelles d'alta velocitat. El 1927 va confirmar la teoria de Bertil Lindblad de què la Via Làctia té un moviment de rotació, analitzant el moviment de les estrelles. El 1935 va entrar com a professor de l'observatori de la Universitat de Leiden, de la que n'era director Ejnar Hertzsprung.
Oort estava fascinat per les ones de ràdio provinents de l'univers. Després de la Segona Guerra Mundial va ser un dels pioners en la nova branca de l'astronomia: la radioastronomia; proposant l'ús d'una antiga antena de radar alemanya.
En la dècada de 1950 va recollir fons per a un nou radiotelescopi a Dwingeloo, Drenthe, a l'est dels Països Baixos), per a investigar el centre de la galàxia. El 1970 es va construir a Westerbork un radiotelescopi més gran, prop de l'antic radiotelescopi. Aquest consistia en una dotzena de telescopis més petits treballant junts per a utilitzar la tècnica de la interferometria, una tècnica que havia sigut proposada pel mateix Oort, però que va ser provada per primer cop a Cambridge per Martin Ryle i a Sidney per Joseph Pawsey.
Les seves hipòtesis que els cometes tenen un origen comú, postulat el 1950, va ser verificada. Una altra contribució d'Oort va ser que va demostrar la possibilitat que la llum de la nebulosa del Cranc estigués polaritzada.

## Alguns descobriments d'Oort
- El 1924 va descobrir l'alo galàctic, un grup d'estrelles orbitant la Via Làctia fora del disc principal.
- El 1927 va calcular que el centre de la Via Làctia està a 5.900 parsecs (19.200 anys llum) de la terra en la direcció de la constel·lació de Sagitari.
- Va demostrar que la Via Làctia té una massa de 100 bilions de sols.
- El 1950 va suggerir que els cometes tenen un origen comú en alguna regió del sistema solar (actualment, anomenat Cinturó d'Oort).
- Va descobrir que la llum provinent de la nebulosa del cranc està polaritzada.

## Premis
- Medalla Bruce el 1942
- Medalla d'or de la Reial Societat Astronòmica el 1946
- Henry Norris Russell Lectureship el 1951
- Medalla Karl-Schwarzschild de la Astronomische Gesellschaft el 1972

Objectes celestes nomenats després d'ell:
- Asteroide 1691 Oort
- Nebulosa d'Oort
- Constants d'Oort d'estructures galàctiques